# Ein Kartenhaus (Dobbs)
Ein Kartenhaus (Originaltitel: House of Cards) ist ein Roman des britischen Schriftstellers Michael Dobbs aus dem Jahre 1989. Der Politthriller schildert die Verquickungen zwischen korrupten Politikern und willfährigen Journalisten in Großbritannien. In Deutschland erschien der Roman im Jahr 1992. Der Roman ist der erste Teil einer Trilogie mit Francis Urquhart als Hauptfigur; ihm folgten im Jahr 1992 To Play the King (deutsche Übersetzung: Um Kopf und Krone) und 1994 The Final Cut (deutsche Übersetzung: Schach dem König). Beim Schreiben der Romane konnte Dobbs auf seine eigenen Erfahrungen in leitenden Stellungen der britischen Politik zurückgreifen.

## Inhalt
Nach dem Rücktritt der britischen Premierministerin Margaret Thatcher im Jahr 1990 wird die Konservative Partei von dem als schwach und ideenlos geltenden Henry Collingridge geleitet. Die bei den letzten Wahlen reduzierte parlamentarische Mehrheit droht durch lokale Nachwahlen weiter zu schrumpfen. Die Nachwuchsjournalistin Mattie arbeitet nach ihrem Umzug nach London als Politikreporterin bei der britischen Tageszeitung The Chronicle. Der parlamentarische Geschäftsführer der Tories Francis Urquhart fühlt sich bei der Vergabe der Kabinettsposten erneut übergangen. Er lässt Parteiinterna durchsickern und spinnt eine Intrige, in der Collingridges Bruder angeblich mit Aktien eines Pharmakonzerns spekuliert, der staatliche Aufträge erhalten soll, und damit in den Verdacht des Insiderhandels gerät. Collingridge muss zurückzutreten. Urquhart will mit Hilfe eines Medienmoguls Premierminister werden, doch Mattie durchschaut nach und nach seine Machenschaften.

## Adaptionen
In den Jahren 1990 bis 1995 wurde jeder der drei Romane von der BBC in einer Miniserie mit jeweils vier Episoden verfilmt:
- Ein Kartenhaus (1990)[5] – DVD-/Blu-ray-Titel: House of Cards – Das Original bzw. House of Cards – Die komplette erste Mini-Serie
- Um Kopf und Krone (1993)[6] – DVD-/Blu-ray-Titel: House of Cards – Um Kopf und Krone bzw. House of Cards – Die komplette zweite Mini-Serie
- The Final Cut (1995)[7] – DVD-/Blu-ray-Titel: House of Cards – Das letzte Kapitel bzw. House of Cards – Die komplette dritte Mini-Serie

Die Trilogie erhielt 14 BAFTA-Nominierungen und zwei BAFTA-Gewinne; sie wurde als 84. Best British Show in History gewählt.
Auf der Basis des ersten Romans und dessen BBC-Adaption wurde Anfang 2013 eine Serie unter dem Titel House of Cards als Eigenproduktion des Internetdienstes Netflix von Regisseur David Fincher adaptiert. Die Hauptrolle spielt Kevin Spacey.